# Мужская сборная ветеранов Турции по кёрлингу
Мужская сборная ветеранов Турции по кёрлингу — национальная мужская сборная команда, составленная из игроков возраста 50 лет и старше. Представляет Турцию на международных соревнованиях по кёрлингу. Управляющей организацией выступает Федерация видов спорта на льду Турции (тур. Türkiye Buz Pateni Federasyonu, англ. Turkish Curling Assocation).

## Результаты выступлений

### Чемпионаты мира
| Год     | Место                                           | И                                               | В                                               | П                                               | Состав (скипы выделены шрифтом)                 | Состав (скипы выделены шрифтом)                 | Состав (скипы выделены шрифтом)                 | Состав (скипы выделены шрифтом)                 | Состав (скипы выделены шрифтом)                 | Состав (скипы выделены шрифтом)                 |                                                 |
| Год     | Место                                           | И                                               | В                                               | П                                               | четвёртый                                       | третий                                          | второй                                          | первый                                          | запасной                                        | тренер                                          |                                                 |
| ------- | ----------------------------------------------- | ----------------------------------------------- | ----------------------------------------------- | ----------------------------------------------- | ----------------------------------------------- | ----------------------------------------------- | ----------------------------------------------- | ----------------------------------------------- | ----------------------------------------------- | ----------------------------------------------- | ----------------------------------------------- |
| 2002—14 | не участвовали                                  | не участвовали                                  | не участвовали                                  | не участвовали                                  | не участвовали                                  | не участвовали                                  | не участвовали                                  | не участвовали                                  | не участвовали                                  | не участвовали                                  | не участвовали                                  |
| 2015    | 24                                              | 7                                               | 0                                               | 7                                               | Ahmet Sirinkan                                  | Rifat Saracoglu                                 | Oner Gulbahce                                   | Ahmet Nalcioglu                                 |                                                 | Фатих Агдуман                                   |                                                 |
| 2016—17 | не участвовали                                  | не участвовали                                  | не участвовали                                  | не участвовали                                  | не участвовали                                  | не участвовали                                  | не участвовали                                  | не участвовали                                  | не участвовали                                  | не участвовали                                  | не участвовали                                  |
| 2018    | 23                                              | 6                                               | 1                                               | 5                                               | Murat Akin                                      | Fikret Catak                                    | Sukru Diyarakir                                 | Azamat Ust                                      |                                                 | Melik Senol                                     |                                                 |
| 2019    | 26                                              | 6                                               | 0                                               | 6                                               | Murat Akin                                      | Fikret Catak                                    | Sukru Diyarakir                                 | Azamet Ust                                      | Selami Yildiz                                   | Melik Senol                                     |                                                 |
| 2020—21 | чемпионат не проводился из-за пандемии COVID-19 | чемпионат не проводился из-за пандемии COVID-19 | чемпионат не проводился из-за пандемии COVID-19 | чемпионат не проводился из-за пандемии COVID-19 | чемпионат не проводился из-за пандемии COVID-19 | чемпионат не проводился из-за пандемии COVID-19 | чемпионат не проводился из-за пандемии COVID-19 | чемпионат не проводился из-за пандемии COVID-19 | чемпионат не проводился из-за пандемии COVID-19 | чемпионат не проводился из-за пандемии COVID-19 | чемпионат не проводился из-за пандемии COVID-19 |
| 2022    | 18                                              | 6                                               | 1                                               | 5                                               | Fikret Çatak                                    | Murat Akin                                      | Selami Yildiz                                   | Azamet Ust                                      |                                                 | Azamet Ust                                      |                                                 |

(данные с сайта результатов и статистики ВФК: )